# Gewassen vlees
Gewassen vlees is een historische roman van Thomas Rosenboom uit 1994. Hoofdpersoon in de roman is de Friese burgemeesterszoon Willem Augustijn van Donck die alles doet om de liefde van zijn vader winnen. Door zijn onhandigheid monden deze pogingen uit in leugens, chantage en waanbeelden. De roman werd in 1995 bekroond met de Libris Literatuur Prijs.